# サンスポ野球大会
サンスポ野球大会（－やきゅうたいかい）は、サンケイスポーツ（産業経済新聞社発行）が主催し、毎年3月から7月にかけて行われる軟式草野球の大会である。

## 大会の概要
- 1978年に東日本第1回開催。あくる1979年から西日本第1回開催。
- 東日本ブロックは埼玉県のサンケイスポーツセンターをメインとして「ミズノカップ」、西日本ブロックは大阪府の淀川河川公園で「淀川環境管理財団杯」の冠タイトルで行う。
- 毎年各地の草野球愛好家が日ごろの練習成果をトーナメント方式で優勝を競う。大会は主として日曜日・国民の祝日に行われ、両地区優勝チームは7月に行われる「ミズノカップ・東西決戦」で「草野球実力日本一」を決める。
- サンケイスポーツが主催。同じフジサンケイグループの産経新聞、夕刊フジ、フジサンケイ ビジネスアイ（以上東西両大会）、フジテレビジョン、ニッポン放送、文化放送（以上東日本大会のみ）、ラジオ大阪（西日本大会のみ）が後援。
- 大会の結果はそれぞれの地域のサンスポ紙面（東日本大会は東京本社版、西日本大会は大阪本社版）に掲載される。

### 出場・試合規定
- 1チーム25人以内（監督・コーチ専任も含む）
- プロ野球選手の経験者は1チーム2名まで（国外チーム登録者も含む。投手は登録不可）
- 中学生以下は登録不可
- 試合は東日本と西日本で微妙に異なっている。
東日本大会
  - 1回戦-準々決勝までは2時間以内、かつ7イニングまで。1時間35分を過ぎて（7回を満たさなくても）次のイニングに進まない。また2時間を過ぎた時点でイニングの途中であってもそこで打ち切り。
  - 制限時間、または7回を終了した時点で同点の場合はタイブレーク方式（大会特別ルールで1アウト満塁から。以下西日本大会を含め同じ）の延長戦を1イニングのみ行う。それでも決着が付かない場合はじゃんけんにより次のステップへの進出チームを決める。
  - また東日本大会1-2回戦の独自ルールとして「特別指名打者制度」があり、1人でも多くの選手に出場できる機会を与えることを目的としている。
    - ただしあくまでも「10番目の打者」の扱いであり、打順は不問とするが守備に就くことはできない。
    - 指名打者の代打出場は認められるが、一度退いた選手が再出場（リエントリー）することは不可。
    - 特別指名打者の使用の可否は各チームの判断によるが、使用する場合は試合の途中での打ち切り（使用中止）不可とする。

西日本大会
  - 出場定員チーム数はシードチーム（前回のベスト32入賞チーム）を含め192チームで、先着順受付とする。定員を超えた時点で締切
  - 参加チームを8ブロック（1ブロックあたりシード4を含め24チーム）とする。
  - 1回戦-準々決勝までは1時間半以内、かつ7イニングまで。1時間20分を過ぎて（7回を満たさなくても）次のイニングに進まない。また1時間半を過ぎた時点でイニングの途中であってもそこで打ち切り（コールドゲーム扱い）。
  - 制限時間、または7回を終了した時点で同点の場合は

  1. 1回戦-準々決勝の一つ手前のステップまでは延長戦は行わず、代表者による抽選により次のステップへの進出チームを決める。
  2. 準々決勝のみ回数無制限のタイブレーク延長を実施する。

東西共通ルール
  - 準決勝と決勝は時間制限によるコールドは設けず、規定イニング（準決勝7回、決勝9回）を消化して同点であればタイブレークとする。（東日本は1イニングのみ。決着つかない場合はじゃんけん。西日本は回数無制限）
  - また雨天中止となった場合は4回終了以後であればコールドゲームとする。
  - 東西決戦も9イニングまで行う。
  - 使用球はナガセケンコー社の「ケンコーボールA号」を各チームに提供し、試合時に各1個ずつ用意する。

## 過去の東西決戦優勝チーム一覧
※東西2ブロック制になった1979年以後
- 1979年　大宮温泉クラブ（西日本）
- 1980年　東京ストーンズ（東日本）
- 1981年　大喜多（西日本）
- 1982年　長後富士（東日本）
- 1983年　九星（西日本）
- 1984年　ニコル野球部（東日本）
- 1985年　新橋ジャコー（西日本）
- 1986年　ブレーブス（東日本）
- 1987年　九星ロイヤルズ（西日本　初の2回目優勝）
- 1988年　アベクラブ（東日本）
- 1989年　アベクラブ（東日本　初の連覇）
- 1990年　ポップコーン（東日本　ポップコーン正一・正二が運営するチーム　東日本勢3連覇）
- 1991年　次郎長クラブ（西日本）
- 1992年　NETS（東日本）
- 1993年　ポップコーン（東日本　2回目優勝）
- 1994年　ポップコーン（東日本　初の3回目優勝　東日本勢としても2回目の3連覇）
- 1995年　佐川急便（東日本　東日本勢初の4連覇）
- 1996年　ポップコーン（東日本　初の4回目優勝　東日本勢としても初の5連覇）
- 1997年　大鉄（西日本　5年ぶりに西日本勢が制覇）
- 1998年　中央シャインズ（西日本　西日本勢初の連覇）
- 1999年　レジェンド（東日本）
- 2000年　ミキハウス（西日本）
- 2001年　岬クラブ（東日本）
- 2002年　ペンキーズ（西日本）
- 2003年　中央シャインズ（西日本　2回目優勝　西日本勢としても2回目の連覇）
- 2004年　ヤンキース（東日本）
- 2005年　新田クラブ（西日本）
- 2006年　新橋ジャコー（西日本　2回目優勝　西日本勢3回目の連覇）
- 2007年　ピエロ（東日本）
- 2008年　B.M CLUB（西日本）
- 2009年　ギャングスター（西日本　西日本勢4回目の連覇）
- 2010年　東京実業健康保険組合（東日本）
- 2011年　Fs（東日本　東日本勢3回目の連覇）
- 2012年　T.again（西日本）
- 2013年　新田クラブ（西日本　2回目優勝　西日本勢4回目の連覇）

東西別の対戦成績
- 東日本勢18勝
- 西日本勢17勝